# ブルネロ・クチネリ
ブルネロ・クチネリ(Brunello Cucinelli, 1953年9月3日-)は、イタリアのファッションブランドブルネロクチネリの創業者であり、同社クリエイティブ・ディレクターである。

## 初期のキャリア
ブルネロ・クチネリは1953年イタリア中部、ウンブリア州ペルージャ県近郊の小さな町カステルリゴーネ(Castel Rigone)に生まれた。一家は貧しい農家で家には電気も通ってなかったが、13人の大家族と自然に囲まれた環境の中で、精神的に豊かな子供時代を過ごした。15歳の時、父親が農業を辞めてセメント工場に勤めるため、一家はペルージャ郊外に移住。しかし、父親が劣悪な労働環境と雇用主からの侮辱に苦しむ姿を見たことが、クチネリの「人間主義的資本主義」という経営理念につながる。
高校では測量士の資格を取得し、1972年にペルージャ大学工学部に進学するも学業にはあまり熱心でなかった。17歳で後に妻となるフェデリカ・ベンダと出会い、交際を開始。ブティックを経営するフェデリカに影響を受け、クチネリもファッションに興味を持つようになった。ウンブリア州の伝統産業であるニットウェアに関心を持つようになり、カラフルなカシミア製品を作るアイデアを思いつく。24歳の時には地元のスポーツブランドのモデルとして働き始め、ファッション雑誌を通して最新のトレンドを学ぶようになった。
学生であった15歳から25歳の間、クチネリはバールとよばれるイタリアンカフェでさまざまな職業や階級の人々と議論を交わし、政治や宗教についての理解を深めるとともに、カントやソクラテス、プラトンなどの哲学に傾倒し、特にローマ皇帝で哲学者でもあったハドリアヌスを敬愛するようになった。

## キャリア
1978年、自らの名を冠したレディースのニットブランドブルネロクチネリを立ち上げ、婦人用のカラフルなカシミアセーターを作り、高度な手仕事と職人技を生かしたラグジュアリー市場向けの製品の製造を始めた。最初は50万リラの融資を受け、5着のカラーカシミアを製作したのが始まりだった。当時地味な色合いのカシミアが主流だったため、カラフルなカシミアはヨーロッパで大ヒットし、ビジネスを拡大した。

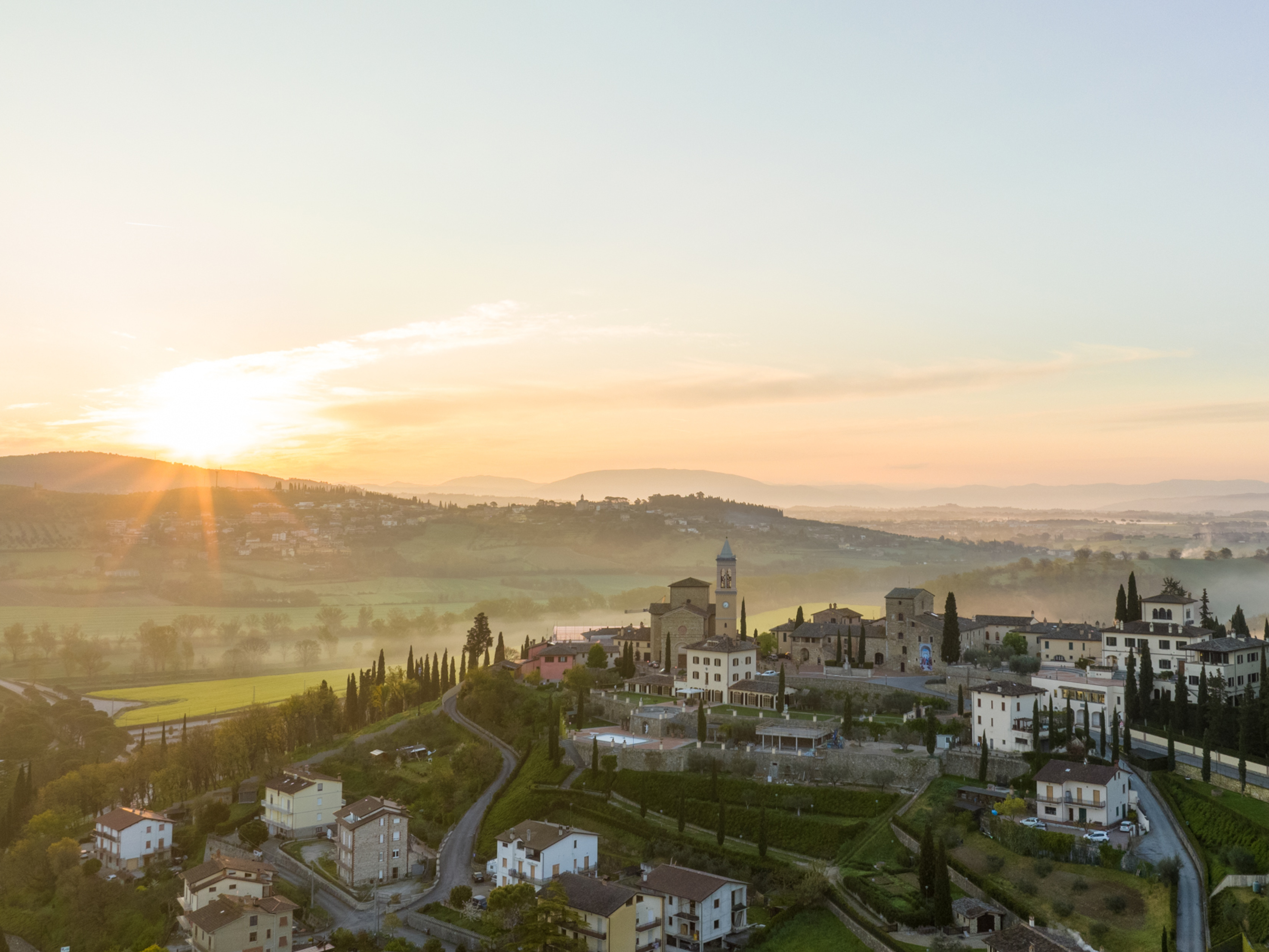
ソロメオ村 (2024年)

1985年、妻の故郷であるウンブリア州ソロメオ村に14世紀の古城を買い取り、本社を移転。人口約500人の小さな過疎の村に工場を構え、以降、創業者はソロメオ村の復興に挑み、私財も投入して工場の設立や教会・道路の修復、クチネリ劇場や職人養成学校の建設などを進めた。

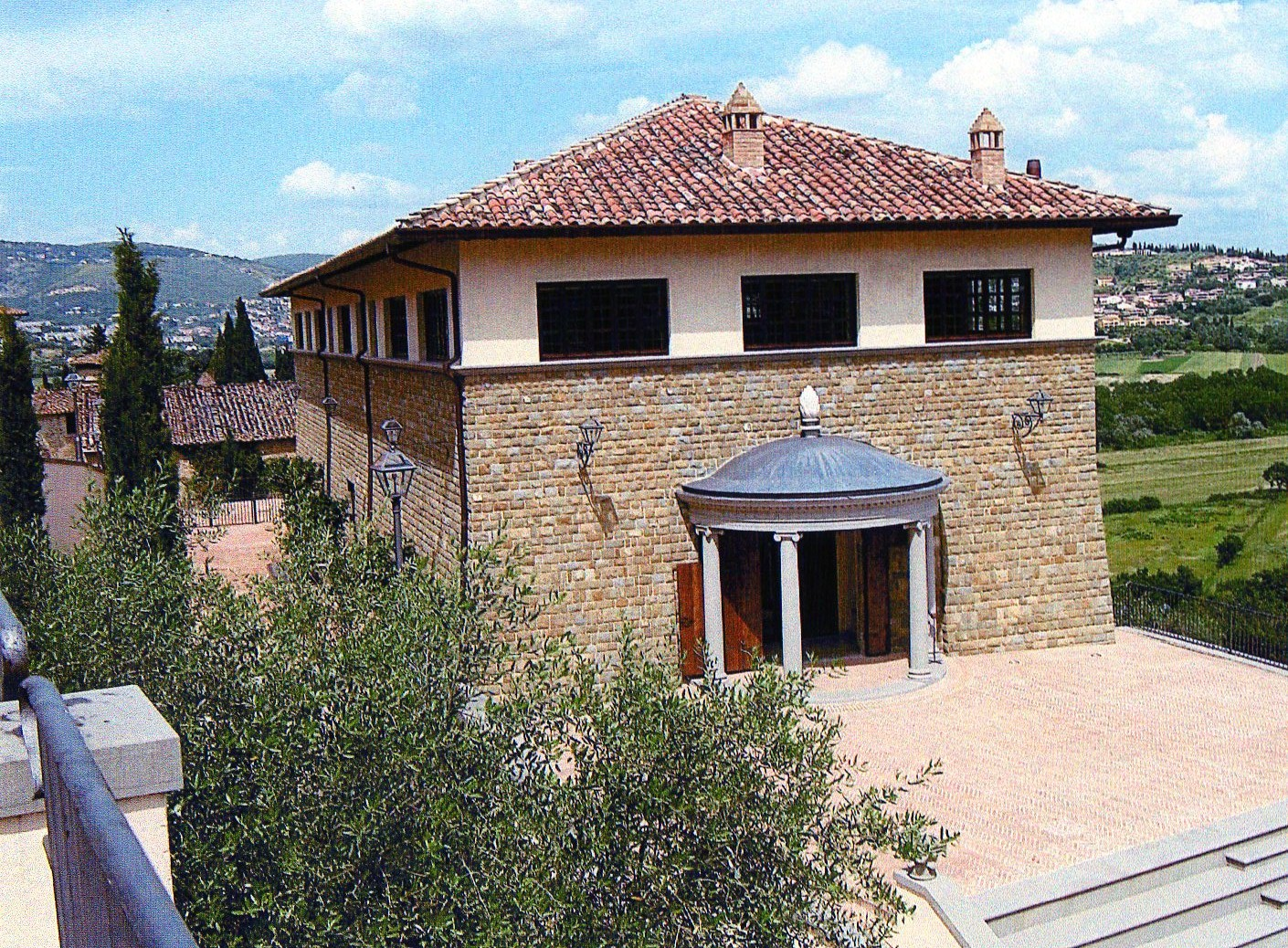
クチネリ劇場 (2008年完成)

クチネリのニット製品は、ベネトンのような鮮やかな色使いと、カシミアやシェトランドウールを用いた高級素材が注目され、当初はドイツを中心としたヨーロッパでヒットした。その後、地道な営業活動を通じて販売路線を拡大し、世界中にブティックを展開。メイド・イン・イタリーの高品質カシミアニットウェアとして、ブランドの市場認知を確立した。
会社の規模が大きくなるにつれ労働者も増加したが、クチネリは工場運営において19世紀のスコットランドで正当な労使関係を取り入れたロバート・オウエンの思想を活かし、労働者に対して高賃金・高待遇を保障し、労働者の尊厳を尊重する労働条件を整えた。
同社はその後も世界中にブティックを展開し、高品質な製品を武器に、低迷が指摘されるラグジュアリー市場において売上を伸ばし続けた。2022年の売上は1000億円を超え、19世紀前半創立のフランスのエルメスと並ぶブランドとして格付けされている。
クチネリは経営者として採算を重視する一方で「人間主義的資本主義」を掲げ、人間の尊厳を決して犠牲にしてはならないと説いている。さらに自然から奪うのではなく、自然を満たし共存するサステナビリティの重要性も強調している。こうした理念から彼は「哲学者」と称されることがある。
2012年ミラノ証券取引所に自社株式を公開する前、クチネリは投資家に対し「目先の利益のみを求める方は、投資をお控えください」と伝えた。また、他のイタリアブランドが生産拠点を賃金の安い東ヨーロッパに移す中、クチネリはその道を選ばず、自社の職人たちに対し、イタリアの平均給与より20%高い賃金を保障し、彼らの尊厳を守っている。この方針により、クチネリ社は職人を大切にする企業として広く知られている。
ブルネロ・クチネリ社の経営理念やソロメオ村での取り組みは、現在では多くの経営者の理想とされ、地域復興のモデルケースにもなっている。また、アメリカのシリコンバレーに拠点を置くAmazon.comのジェフ・ベゾスをはじめ著名なIT企業の創業者やCEOたちが、イタリアのソロメオにあるブルネロクチネリ本社を訪れ、その経営哲学に触れるなど、クチネリの経営哲学はビジネス界からも注目されている。

## 私生活
妻のフェデリカ・ベンダとの間に娘であるカミッラ・クチネリとカロリーナ・クチネリがおり、二人と彼女らの婿もクチネリ社で働いている。ブルネロ・クチネリはクチネリ社が家族経営であることを公言しており、2024年にカミッラとカロリーナは副社長に就任している。

## 主な栄誉・受賞
| 年     | 賞・栄誉                                                                                                   | Refs          |
| ------ | --- | ------------- |
| 2010年 | イタリア共和国労働功労勲章 (Cavaliere del lavoro)                                                          | [ 22 ]        |
| 2010年 | ペルージャ大学名誉学位 人間関係における哲学および倫理学                                                    | [ 22 ]        |
| 2017年 | イタリア共和国功労勲章大十字騎士 (Cavaliere di gran croce dell'Ordine al merito della Repubblica italiana) | [ 10 ] [ 22 ] |
| 2017年 | グローバル経済賞（Global Economy Prize）                                                                   | [ 23 ]        |
| 2018年 | メッシーナ大学名誉学位 哲学                                                                                | [ 22 ]        |
| 2021年 | GQデザイナーオブザイヤー（イギリス）                                                                       | [ 24 ]        |
| 2022年 | ローマ・ラ・サピエンツァ大学名誉学位 銀行学および資源学                                                    | [ 22 ]        |
| 2023年 | ニーマン・マーカス賞                                                                                       | [ 25 ]        |
| 2023年 | GQデザイナーオブザイヤー（中国）                                                                           | [ 26 ]        |
| 2024年 | WWD ジョン B. フェアチャイルド賞                                                                           | [ 27 ]        |